# Evans Carlson
Evans Fordyce Carlson (26 de fevereiro de 1896 – 27 de maio de 1947) foi um famoso membro do Corpo de Fuzileiros Navais dos Estados Unidos que comandou os Marines de elite chamados "Carlson's Raiders" durante a Segunda Guerra Mundial. Ele ficou conhecido quando liderou um pequeno grupo de ataque na "investida contra a Ilha de Makin" em 17 de agosto de 1942. Ele também comandou a chamada "Longa Patrulha" (também conhecido como a Patrulha de Carlson) de 4 de novembro de 1942 até 4 de setembro de 1942 atrás das linhas japonesas em Guadalcanal, onde 488 soldados japoneses foram mortos, além de 16 Raiders que também morreram com outros 18 feridos, durante a Campanha de Guadalcanal.
Carlson também é creditado pelo grito de guerra "Gung-ho" que tornou-se muito popular nos Estados Unidos.